# Berlin (BJH)
Berlin is een lied geschreven door Les Holroyd voor het studioalbum XII (1978) van Barclay James Harvest (BJH).
BJH was in die dagen ontzettend populair in West-Duitsland (en ook een beetje in Oost-Duitsland/DDR); het vorige album Gone to earth stond er nog in de albumlijsten, toen XII werd uitgebracht. Daarbij kwam dan nog het nummer Berlin, een ode aan West-Berlijn (een enclave binnen het vijandelijk gebied van de DDR en bovendien afgesneden van Oost-Berlijn door middel van de Berlijnse Muur). De ode wordt beschreven aan de hand van een vertrekkende vliegtuig, terugkijkend op de skyline ("The ten thirty flight….skyline of Berlin"). Het is een van de weinige nummers waarop Holroyd de toetsen van de piano beroerde; niet alleen in de opnamen, maar ook op de podia; collega Lees stapte dan even over op de basgitaar.
Van Berlin bestaan officieel twee studioversies. Die op het album is met 4:55 iets langer dan de singleversie, die zou worden uitgebracht om XII te ondersteunen. De band of platenlabel Polydor zag daarvan af. De singleversie kwam pas in 1980 op de markt, het was toen B-kant van Capricorn; BJH was toen alweer een album verder: Eyes of the universe. Voor XII bleef het bij twee singles: Loving is easy en Sip of wine.
Ondanks dat de single niet werd uitgebracht, werd Berlin wel een blijvertje binnen de optredens van de band.